# Шахтоуправління «Луганське»
ДВАТ "Шахтоуправління «Луганське». Входить до ДХК «Луганськвугілля». Розташована у смт. Ювілейне, Луганської міськради Луганської області.
Складається з двох шахт — «Центральної» і «Мащинської», які поєднані гірничими роботами. «Центральна» була введена в експлуатацію у 1975 р., «Мащинська» у 1992 р.
Проектна потужність ш/у 1500 тис. т вугілля на рік, виробнича на 2003 р. — 1200 тис. т, фактична за 2003 р. — 1302 тис. т. Фактичний добовий видобуток 5235/3489 т (1990/1999).
Максимальна глибина робіт 694 м. Протяжність підземних виробок 144,2/107,9 км (1990/1999). Шахта надкатегорійна. Відпрацьовуються пласти l1, lн
6 потужністю 0,75-0,95 м і 1,05-1,2 м з кутом падіння 4-13о.
Пласти небезпечні щодо вибухів вугільного пилу. Працюють 7/6 очисних, 15/11 підготовчих виробок. Очисні вибої оснащені механізованими комплексами
Кількість працюючих — 4830/4460 чол., з них підземних 3450/3480 чол. (1990/1999).
Адреса: 91493, смт. Ювілейне, м. Луганськ.

## Відомі шахтарі, які працювали на шахті
- Плювако Володимир Олексійович